# فرودگاه نهر گمشده (اورگان)
فرودگاه نهر گمشده (اورگان) (به انگلیسی: Lost Creek Airport (Oregon)) یک فرودگاه خصوصی است که یک باند فرود چمن دارد و طول باند آن ۶۹۰ متر است. این فرودگاه در کشور ایالات متحده آمریکا قرار دارد و در ارتفاع ۲۱۳ متری از سطح دریا واقع شده است.